# Frinné Azuara Yarzábal
Frinné Azuara Yarzábal (Axtla de Terrazas, San Luis Potosí; 3 de marzo de 1956) es una médica y política mexicana, miembro del Partido Revolucionario Institucional (PRI). Ha sido diputada federal para el periodo de 2018 a 2021 y reelegida en el cargo para el periodo de 2021 a 2024.

## Biografía
Es médica cirujana y partera egresada del Instituto Politécnico Nacional (IPN). Cuenta además con un posgrado en Salud Pública, una maestría en Medicina Tradicional China y Moxibustión por la Universidad de Santiago de Compostela y diplomados en Políticas Públicas de Salud y Seguridad Social y en Dirección de Servicios de la Salud.
Ha tenido una amplia carrera en instituciones públicas del sector salud, en donde ha sido: de 1983 a 1989 jefa de Jurisdicción Sanitaria del Instituto de Salud del estado de México en Ixtlahuaca y Jilotepec, de 1990 a 1991 subdirectora de Avance de Obras del Programa Solidaridad en la dirección general de Asuntos Internacionales de la Secretaría de Salud, de 1993 a 1994 fue jefa de Planeación de los Servicios Médicos del Instituto de Seguridad Social del Estado de México y Municipios, de 1995 a 2001 fue delegada del Instituto Nacional Indigenista en el estado de México, y en el último año, subdirectora de Enlace de Salud en zona metropolitana del estado de México.
De 2002 a 2003 fue directora de Organización de la Secretaría de Desarrollo Agropecuario y de 2003 a 2005 fue directora general de Promoción Social de la Secretaría de Desarrollo Social, ambos en el estado de México en la administración del gobernador Arturo Montiel Rojas; en 2005 en la campaña a la gubernatura del estado de México de Enrique Peña Nieto, fue coordinadora general de Atención Ciudadana y simultáneamente, subsecretaria de Promoción Social del comité estatal del PRI. Al ausumir la gubernatura, Peña Nieto la nombró directora de la Unidad del Sistema de Protección Social en Salud de la Secretaría de Salud del estado, ocupando dicho cargo de 2005 a 2013, y dicho año, al ser ya Enrique Peña Nieto presidente de México, la nombró titular de la Unidad del Programa IMSS-PROSPERA.
Renunció al último cargo en 2018 para ser candidata del PRI a diputada federal por la vía de la representación proporcional, siendo elegida para la LXIV Legislatura que concluyó en 2021, y en ella fue secretaria de la comisión de Salud; e integrante de las comisiones de Economía Social y Fomento del Cooperativismo; de Relaciones Exteriores; y, de Pueblos Indígenas. En 2021 fue reelegida en el mismo cargo por el mismo principio de la representación proporcional, en esta ocasión a la LXV Legislatura que concluyó en 2024. En esta legislatura, ocupó los cargos de secretaria de las comisiones de Diversidad; y de Salud; así como integrante de la comisión de Bienestar.